# Piarovka
Piarovka je prvi roman slovenske pisateljice Petje Rijavec, ki se tudi po poklicu ukvarja z odnosi z javnostmi. Družbeni roman z naslovom Piarovka opisuje žensko, ki sprejme službo pri politiku, kjer skrbi za odnose z javnostmi. Dogajanje je postavljeno v Grosuplje. Roman je izšel leta 2014 pri založbi Miš. 

## Vsebina
Piarovka Taja je nezadovoljna s svojo službo in razmišlja, da bi se zaposlila kje drugje. Tako nekega večere sliši, da kandidat za župana Grosuplja išče osebo za odnose z javnostmi. Taja se javi in po več pogovorih službo tudi dobi. z novo službo pa se mora Taja tudi preseliti v Grosuplje. Njen novi šef je Domen Juhec, vase zagledan kandidat za župana, ki ima v lasti športni center Loparček. Županski kandidat si namerava zmago zagotoviti z velikim številom poznanstev in zvez, zamenjavo čudnih uslug za glasove in veliko pogovori z ljudmi, ki naj bi mu na poti do zmage koristili. Taja pridno opravlja funkcijo piarovke in se znajde stisnjena iz dveh smeri. Z ene strani tako na njo pritiska šef, ki hoče, da se o njem pove le vse najlepše in s takimi besedami, da mu bodo vsi verjeli. Na drugi strani pa Tajo pritiskajo v kot novinarji, ki ji postavljajo neprijetna vprašanja, na katere Taja nima pravega odgovora. Pri tem sodeluje tudi s sodelavcem Simonom, s katerim se kasneje zapleteta tudi v intimno razmerje. Čas v novi službi teče, vse bolj se približujejo volitve in posledično je tudi veliko novinarskih konferenc in prispevkov na različnih medijskih portalih. Tako Taja spozna tudi novinarja Aljaža, ki ji postaja vedno bolj všeč. V okviru enih izmed prireditev pa Taja odkrije njej zelo ogabno skrivnost, ki se dogaja v Loparčku. Kar naenkrat ne more pogledati Simonu v oči, kaj šele, da bi se z njim pogovarjala. Taja je tako postavljena pred vprašanje ali naj pove resnico ali naj skrivnost raje zadrži zase.

## Zbirka
Knjiga je izšla v zbirki POPisano, pri založbi Miš. 